# پارک طبیعی دریاچه آبانت
پارک طبیعی دریاچه آبانت (ترکی استانبولی: Abant Gölü) یک پارک طبیعی در استان بولی کشور ترکیه است.